# Bilan saison par saison de la Royale Union saint-gilloise
Cette page présente les résultats saison par saison de la Royale Union saint-gilloise, une équipe de football belge. Le club a disputé 108 saisons dans les divisions nationales belges, auxquelles il accèdes pour la première fois en 1901. Il y évolue sans interruption depuis lors.

## Tableau de résultats
| Ordre | Saison  | Nom du club           | Niveau                      | Classement final      | Remarques                              |
| ----- | ------- | --------------------- | --------------------------- | --------------------- | -------------------------------------- |
| 1     | 1901-02 | Union st-gilloise     | Division d'Honneur Groupe B | 1er/5                 | Tour final                             |
| 2     | 1902-03 | Union st-gilloise     | Division d'Honneur Groupe B | 1er/5                 | Tour final                             |
| 3     | 1903-04 | Union st-gilloise     | Division d'Honneur Groupe A | 1er/7                 | Champion                               |
| 4     | 1904-05 | Union st-gilloise     | Division d'Honneur          | 1er/11                | Champion                               |
| 5     | 1905-06 | Union st-gilloise     | Division d'Honneur          | 1er/10                | Champion                               |
| 6     | 1906-07 | Union st-gilloise     | Division d'Honneur          | 1er/10                | Champion                               |
| 7     | 1907-08 | Union st-gilloise     | Division d'Honneur          | 2e/10                 | [ saisons 3 ]                          |
| 8     | 1908-09 | Union st-gilloise     | Division d'Honneur          | 1er/12                |                                        |
| 9     | 1909-10 | Union st-gilloise     | Division d'Honneur          | 1er/12                | Champion après test-match              |
| 10    | 1910-11 | Union st-gilloise     | Division d'Honneur          | 4e/12                 |                                        |
| 11    | 1911-12 | Union st-gilloise     | Division d'Honneur          | 2e/12                 | [ saisons 5 ]                          |
| 12    | 1912-13 | Union st-gilloise     | Division d'Honneur          | 1er/12                | Champion après test-match              |
| 13    | 1913-14 | Union st-gilloise     | Division d'Honneur          | 2e/12                 | [ saisons 7 ]                          |
| X     | 1914-19 | Compétitions arrêtées | Compétitions arrêtées       | Compétitions arrêtées | Compétitions arrêtées                  |
| 14    | 1919-20 | Union st-gilloise     | Division d'Honneur          | 2e/12                 | [ saisons 8 ]                          |
| 15    | 1920-21 | Union st-gilloise     | Division d'Honneur          | 2e/12                 | [ saisons 9 ]                          |
| 16    | 1921-22 | Union st-gilloise     | Division d'Honneur          | 2e/14                 | Test-match                             |
| 17    | 1922-23 | Union st-gilloise SR  | Division d'Honneur          | 1er/14                | Champion                               |
| 18    | 1923-24 | Union st-gilloise SR  | Division d'Honneur          | 2e/14                 | [ saisons 11 ]                         |
| 19    | 1924-25 | Union st-gilloise SR  | Division d'Honneur          | 3e/14                 |                                        |
| 20    | 1925-26 | Union st-gilloise SR  | Division d'Honneur          | 4e/14                 |                                        |
| 21    | 1926-27 | Union st-gilloise SR  | Division d'Honneur          | 6e/14                 |                                        |
| 22    | 1927-28 | Union st-gilloise SR  | Division d'Honneur          | 8e/14                 |                                        |
| 23    | 1928-29 | Union st-gilloise SR  | Division d'Honneur          | 11e/14                |                                        |
| 24    | 1929-30 | Union st-gilloise SR  | Division d'Honneur          | 8e/14                 |                                        |
| 25    | 1930-31 | Union st-gilloise SR  | Division d'Honneur          | 12e/14                |                                        |
| 26    | 1931-32 | Union st-gilloise SR  | Division d'Honneur          | 3e/14                 |                                        |
| 27    | 1932-33 | Union st-gilloise SR  | Division d'Honneur          | 1er/14                | Champion                               |
| 28    | 1933-34 | Union st-gilloise SR  | Division d'Honneur          | 1er/14                | Champion                               |
| 29    | 1934-35 | Union st-gilloise SR  | Division d'Honneur          | 1er/14                | Champion                               |
| 30    | 1935-36 | Union st-gilloise SR  | Division d'Honneur          | 3e/14                 |                                        |
| 31    | 1936-37 | Union st-gilloise SR  | Division d'Honneur          | 3e/14                 |                                        |
| 32    | 1937-38 | Union st-gilloise SR  | Division d'Honneur          | 3e/14                 |                                        |
| 33    | 1938-39 | Union st-gilloise SR  | Division d'Honneur          | 6e/14                 |                                        |
| **    | 1939-40 | Union st-gilloise SR  | Division d'Honneur          | -/14                  | [ saisons 12 ]                         |
| **    | 1940-41 | Union st-gilloise SR  | Division d'Honneur Groupe B | 8e/10                 | [ saisons 13 ]                         |
| 34    | 1941-42 | Union st-gilloise SR  | Division d'Honneur          | 9e/14                 |                                        |
| 35    | 1942-43 | Union st-gilloise SR  | Division d'Honneur          | 11e/16                |                                        |
| 36    | 1943-44 | Union st-gilloise SR  | Division d'Honneur          | 7e/14                 |                                        |
| **    | 1944-45 | Compétitions arrêtées | Compétitions arrêtées       | Compétitions arrêtées | Compétitions arrêtées                  |
| 37    | 1945-46 | Union st-gilloise SR  | Division d'Honneur          | 8e/19                 |                                        |
| 38    | 1946-47 | Union st-gilloise SR  | Division d'Honneur          | 13e/19                |                                        |
| 39    | 1947-48 | Union st-gilloise SR  | Division d'Honneur          | 10e/16                |                                        |
| 40    | 1948-49 | Union st-gilloise SR  | Division d'Honneur          | 16e/16                | Relégué                                |
| 41    | 1949-50 | Union st-gilloise SR  | Division 1 série A          | 2e/16                 | [ saisons 7 ]                          |
| 42    | 1950-51 | Union st-gilloise SR  | Division 1 série A          | 1er/16                | Champion et promu                      |
| 43    | 1951-52 | Union st-gilloise SR  | Division d'Honneur          | 4e/16                 |                                        |
| 44    | 1952-53 | Union st-gilloise SR  | Division 1                  | 8e/16                 |                                        |
| 45    | 1953-54 | Union st-gilloise SR  | Division 1                  | 14e/16                |                                        |
| 46    | 1954-55 | Union st-gilloise SR  | Division 1                  | 4e/16                 |                                        |
| 47    | 1955-56 | Union st-gilloise SR  | Division 1                  | 3e/16                 |                                        |
| 48    | 1956-57 | Union st-gilloise SR  | Division 1                  | 9e/16                 |                                        |
| 49    | 1957-58 | Union st-gilloise SR  | Division 1                  | 6e/16                 |                                        |
| 50    | 1958-59 | Union st-gilloise SR  | Division 1                  | 9e/16                 |                                        |
| 51    | 1959-60 | Union st-gilloise SR  | Division 1                  | 6e/16                 |                                        |
| 52    | 1960-61 | Union st-gilloise SR  | Division 1                  | 14e/16                |                                        |
| 53    | 1961-62 | Union st-gilloise SR  | Division 1                  | 10e/16                |                                        |
| 54    | 1962-63 | Union st-gilloise SR  | Division 1                  | 15e/16                | Relégué                                |
| 55    | 1963-64 | Union st-gilloise SR  | Division 2                  | 1er/16                | Champion et promu                      |
| 56    | 1964-65 | Union st-gilloise SR  | Division 1                  | 15e/16                | Relégué                                |
| 57    | 1965-66 | Union st-gilloise SR  | Division 2                  | 6e/16                 |                                        |
| 58    | 1966-67 | Union st-gilloise SR  | Division 2                  | 11e/16                |                                        |
| 59    | 1967-68 | Union st-gilloise SR  | Division 2                  | 2e/16                 | Promu                                  |
| 60    | 1968-69 | Union st-gilloise SR  | Division 1                  | 12e/16                |                                        |
| 61    | 1969-70 | Union st-gilloise SR  | Division 1                  | 14e/16                |                                        |
| 62    | 1970-71 | Union st-gilloise SR  | Division 1                  | 10e/16                |                                        |
| 63    | 1971-72 | Union st-gilloise SR  | Division 1                  | 9e/16                 |                                        |
| 64    | 1972-73 | Union st-gilloise SR  | Division 1                  | 15e/16                | Relégué                                |
| 65    | 1973-74 | Royale Union          | Division 2                  | 13e/16                |                                        |
| 66    | 1974-75 | Royale Union          | Division 2                  | 15e/16                | Relégué                                |
| 67    | 1975-76 | Royale Union          | Division 3 série A          | 1er/16                | Champion et promu                      |
| 68    | 1976-77 | Royale Union          | Division 2                  | 4e/16                 | Tour final                             |
| 69    | 1977-78 | Royale Union          | Division 2                  | 10e/16                |                                        |
| 70    | 1978-79 | Royale Union          | Division 2                  | 14e/16                |                                        |
| 71    | 1979-80 | Royale Union          | Division 2                  | 15e/16                | Relégué                                |
| 72    | 1980-81 | Royale Union          | Division 3 série A          | 15e/16                | Relégué après barrage                  |
| 73    | 1981-82 | Royale Union          | Promotion série B           | 4e/16                 |                                        |
| 74    | 1982-83 | Royale Union          | Promotion série B           | 1er/16                | Champion et promu                      |
| 75    | 1983-84 | R. Union st-gilloise  | Division 3 série A          | 1er/16                | Champion et promu                      |
| 76    | 1984-85 | R. Union st-gilloise  | Division 2                  | 9e/16                 |                                        |
| 77    | 1985-86 | R. Union st-gilloise  | Division 2                  | 15e/16                | Relégué                                |
| 78    | 1986-87 | R. Union st-gilloise  | Division 3 série A          | 5e/16                 |                                        |
| 79    | 1987-88 | R. Union st-gilloise  | Division 3 série A          | 9e/16                 |                                        |
| 80    | 1988-89 | R. Union st-gilloise  | Division 3 série A          | 11e/16                |                                        |
| 81    | 1989-90 | R. Union st-gilloise  | Division 3 série A          | 6e/16                 |                                        |
| 82    | 1990-91 | R. Union st-gilloise  | Division 3 série A          | 8e/16                 |                                        |
| 83    | 1991-92 | R. Union st-gilloise  | Division 3 série A          | 6e/16                 |                                        |
| 84    | 1992-93 | R. Union st-gilloise  | Division 3 série A          | 15e/16                | [ saisons 17 ]                         |
| 85    | 1993-94 | R. Union st-gilloise  | Division 3 série A          | 8e/16                 |                                        |
| 86    | 1994-95 | R. Union st-gilloise  | Division 3 série A          | 5e/16                 | Tour final                             |
| 87    | 1995-96 | R. Union st-gilloise  | Division 3 série A          | 2e/16                 | Tour final                             |
| 88    | 1996-97 | R. Union st-gilloise  | Division 2                  | 17e/18                | Relégué                                |
| 89    | 1997-98 | R. Union st-gilloise  | Division 3 série A          | 4e/16                 | Tour final                             |
| 90    | 1998-99 | R. Union st-gilloise  | Division 3 série A          | 13e/16                |                                        |
| 91    | 99-2000 | R. Union st-gilloise  | Division 3 série A          | 5e/16                 |                                        |
| 92    | 2000-01 | R. Union st-gilloise  | Division 3 série B          | 12e/16                |                                        |
| 93    | 2001-02 | R. Union st-gilloise  | Division 3 série B          | 7e/16                 |                                        |
| 94    | 2002-03 | R. Union st-gilloise  | Division 3 série B          | 7e/16                 |                                        |
| 95    | 2003-04 | R. Union st-gilloise  | Division 3 série B          | 1er/16                | Champion et promu                      |
| 96    | 2004-05 | R. Union st-gilloise  | Division 2                  | 14e/18                |                                        |
| 97    | 2005-06 | R. Union st-gilloise  | Division 2                  | 15e/18                |                                        |
| 98    | 2006-07 | R. Union st-gilloise  | Division 2                  | 8e/18                 |                                        |
| 99    | 2007-08 | R. Union st-gilloise  | Division 2                  | 18e/19                | Relégué                                |
| 100   | 2008-09 | R. Union st-gilloise  | Division 3 série A          | 12e/18                |                                        |
| 101   | 2009-10 | R. Union st-gilloise  | Division 3 série B          | 14e/18                |                                        |
| 102   | 2010-11 | R. Union st-gilloise  | Division 3 série B          | 5e/18                 | Tour final                             |
| 103   | 2011-12 | R. Union st-gilloise  | Division 3 série B          | 12e/18                |                                        |
| 104   | 2012-13 | R. Union st-gilloise  | Division 3 série B          | 17e/19                | Barrages                               |
| 105   | 2013-14 | R. Union st-gilloise  | Division 3 série B          | 6e/18                 | Tour final                             |
| 106   | 2014-15 | R. Union st-gilloise  | Division 3 série B          | 3e/18                 | Promu                                  |
| 107   | 2015-16 | R. Union st-gilloise  | Division 2                  | 6e/17                 |                                        |
| 108   | 2016-17 | R. Union st-gilloise  | Division 1B                 | 4e/8                  | Play-Offs 2                            |
| 109   | 2017-18 | R. Union st-gilloise  | Division 1B                 | 6e/8                  | Play-Down                              |
| 110   | 2018-19 | R. Union St-Gilloise  | Division 1B                 | 3e/8                  | Play-Offs 2                            |
| 111   | 2019-20 | R. Union St-Gilloise  | Division 1B                 | 3e/8                  | Play Off annulé pour cause de Covid-19 |
| 112   | 2020-21 | R. Union St-Gilloise  | Division 1B                 | 1er/8                 | Champion et promu                      |
| 113   | 2021-22 | R. Union St-Gilloise  | Division 1A                 | 2e/18                 |                                        |
| 114   | 2022-23 | R. Union St-Gilloise  | Division 1A                 | 3e/18                 |                                        |
| 115   | 2023-24 | R. Union St-Gilloise  | Division 1A                 | 2e/16                 |                                        |
| 116   | 2024-25 | R. Union St-Gilloise  | Division 1A                 | 1er/16                | Champion                               |

## Bilan
Statistiques mises à jour au 25 mai 2025 (au terme de la saison 2024-2025)
| Niv | Divisions     | Jouées | Titres | TM Up | TM Down |
| --- | ------------- | ------ | ------ | ----- | ------- |
| I   | 1re nationale | 61     | 12     | 3     |         |
| II  | 2e nationale  | 25     | 4      | 1     | 1       |
| III | 3e nationale  | 27     | 3      | 4     | 2       |
| IV  | 4e nationale  | 2      | 1      |       |         |
| V   | 5e nationale  | 0      | 0      |       |         |
|     |               |        |        |       |         |
|     | TOTAUX        | 115    | 20     | 8     | 3       |

- TM Up : test-match pour départager des égalités, ou toutes formes de Barrages ou de Tour final pour une montée éventuelle.
- TM Down : test-match pour départager des égalités, ou toutes formes de Barrages ou de Tour final pour le maintien.